# Oficerskie sądy honorowe
Oficerskie sądy honorowe – orzekały w sprawie zatargów, nieporozumień i kolizji na tle dotyczącym honoru i godności oficerów Wojska Polskiego. Sędziowie OSH orzekali na podstawie oficerskich statutów honorowych i własnego sumienia. Członkowie składów orzekających byli wybierani samorządnie z grona oficerów kilku jednostek. Zazwyczaj byli to oficerowie cieszący się szczególnym zaufaniem i szacunkiem, lub po prostu najwyższym stopniem. Orzeczenia OSH były wiążące dla organów władzy wojskowej. Wg art. 27 Ustawy z 23 marca 1922 o podstawowych obowiązkach i prawach oficerów Wojsk Polskich pozbawienie stopnia możliwe było tylko w razie utraty obywatelstwa polskiego bądź w drodze prawomocnego wyroku sądowego lub w drodze prawomocnego orzeczenia OSH. Oficer w trakcie postępowania przeciw sobie był wyłączony od prawa do awansu, zaś orzeczona kara zawieszenia w czynnościach nie była wliczana do okresu wymaganego dla awansu (art. 47). Istotą kar orzekanych przez OSH było uderzenie w poczucie godności oficera.

## Oficerskie sądy honorowe w II Rzeczypospolitej
16 grudnia 1918 roku Naczelny Wódz Józef Piłsudski zatwierdził rozpatrzony i przyjęty przez Radę Wojskową „Statut oficerskich sądów honorowych w Wojsku Polskim”.
Zgodnie z Rozporządzeniem Prezydenta RP z 8 sierpnia 1927 r. w sprawie statutu oficerskich sądów honorowych OSH dzieliły się na:
- sądy honorowe dla oficerów młodszych – utworzone przy jednostkach z odpowiednio dużą liczbą oficerów młodszych.
- sądy honorowe dla oficerów sztabowych – utworzone przy Dowództwach Okręgów Korpusów i jednostkach wskazanych przez Ministra Spraw Wojskowych.
- sądy honorowe dla generałów – utworzony przy Ministerstwie Spraw Wojskowych

Poszczególne sądy podlegały nadzorowi dowódcy formacji przy której powstawały, oraz nadzorowi Ministerstwa Spraw Wojskowych. Podstawą wszczęcia postępowania był donos, lub prośba o skierowanie własnej sprawy do OSH. Sprawy rozpoznawane przed OSH dzielono w statystykach na
- Czyny hańbiące o charakterze przeciwpaństwowym i antypatriotycznym
- Czyny hańbiące z chęci zysku materialnego lub moralnego
- Czyny hańbiące z poczucia braku dyscypliny
- Czyny hańbiące z braku poczucia koleżeństwa
- Czyny hańbiące z braku poczucia godności osobistej
- Czyny hańbiące na tle stosunków z kobietami

Zasadą postępowania była ustność i tajność. Podstawowym środkiem dowodowym były przesłuchania świadków. Kary jakie można było orzekać to:
- nagana
- surowa nagana
- wykluczenie z korpusu oficerskiego

Oficer ukarany surową naganą w ciągu 14 dni od jej ogłoszenia nie miał prawa uczęszczać do kasyna i utrzymywać kontaktów towarzyskich. Kara wykluczenia z korpusu oficerskiego wymagała dla ważności zatwierdzenia przez Prezydenta Rzeczypospolitej jako Najwyższego Zwierzchnika Sił Zbrojnych, co stanowiło zaprzeczenie niezależności Oficerskich Sądów Honorowych. Pomimo to karę tę stosowano względnie często. Wykluczonego oficera usuwano z wojskowej służby zawodowej i uważano za honorowo zdyskwalifikowanego. Tracił on również wszystkie stopnie oficerskie oraz prawa emerytalne. W 1921 przeprowadzono 674 rozprawy, w 1923 r. wykluczono z korpusu oficerskiego 106 oficerów, a w pierwszym półroczu 1926 13 oficerów. W latach 1928–1929 OSH przeprowadziły ponad 400 rozpraw. Od orzeczenia OSH skazany oficer mógł wnieść odwołanie. Uczestniczenie w orzekaniu w Oficerskich Sądach Honorowych i kierowanie do nich spraw i donosów cieszyło się sporą popularnością wśród oficerów na co zwracano uwagę nawet w oficjalnych rozkazach Sztabu Generalnego. Wybory do kompletów orzekających odbywały się w każdym sądzie corocznie.